# Lucian Freud
Lucian Michael Freud (Berlijn, 8 december 1922 – Londen, 20 juli 2011) was een Britse schilder van Joods-Oostenrijkse afkomst. Hij is een kleinzoon van Sigmund Freud en de vader van schrijfster Esther Freud en modeontwerpster Bella Freud.

## Biografie
Freud werd geboren in Duitsland als zoon van de Oostenrijkse architect Ernst Freud en de Duitse Lucie Brasch. Het gezin Freud, van Joods-Oostenrijkse origine, week in 1933 uit naar Engeland. Zijn grootvader Sigmund Freud volgde in 1938 na de 'Anschluss' van Oostenrijk. In 1939 kreeg Lucian de Britse nationaliteit.
Hij volgde een artistieke opleiding aan de Central School of Art (nu bekend als Central Saint Martins College of Art and Design) in Londen, waar hij zich vooral op het beeldhouwen toelegde. Hij begon met schilderen aan het begin van de Tweede Wereldoorlog en liet zich inspireren door het expressionisme van George Grosz en Otto Dix.

Na de oorlog werkte hij een tijd in Parijs en men noemde hem al snel "de Otto Dix van de Neue Sachlichkeit", duidend op zijn rauw-realistische weergave.
Terug in Londen won zijn werk aan intensiteit en monumentaliteit. Zijn portretten en talloze naaktfiguren imponeren door een vaak agressief realisme, bijvoorbeeld het portret dat hij maakte van zijn vriend Francis Bacon in 1952. Freud was ook bevriend met David Hockney en schilderde diens portret in 2002. Ook bekend is zijn rauwe portret van koningin Elizabeth II, dat hij maakte op een opzettelijk klein formaat. Hij was een non-conformist die soms rebels, onhandelbaar en onbenaderbaar was en soms schulden maakte door gokken. Hij had een voorliefde voor zware jongens, dikke modellen en aristocratische vrouwen. Hij wilde werelden van uitersten tegelijk beleven.
In 1951 ontving Lucian Freud een Prijs van de Arts Council op het Festival of Britain. Aanvankelijk kreeg zijn werk weinig internationale erkenning. Figuratieve kunst was niet in de mode en zijn doeken waren niet in trek bij verzamelaars. In de jaren negentig kwam daarin een kentering.

## Werkwijze
Freud gebruikte vooral tertiaire kleuren en aardkleuren. Zijn schildertechniek veranderde van heel gedetailleerd eind jaren veertig naar een veel grover verfgebruik aan het eind van de 20e eeuw. De uitdrukking van de personen in de schilderijen blijft echter gedurende zijn hele leven dezelfde afwezige sfeer weergeven.

Hij besteedde veel aandacht aan de stofuitdrukking van de voorwerpen om zijn onderwerp heen, zoals beddengoed, de vloeren, de muren.
De poseersessies voor Freud waren voor de modellen zeer langdurig. Een van de geportretteerden had uitgerekend dat hij in totaal 150 uur had geposeerd. De vermoeidheid van de modellen spreekt soms ook uit het werk. Soms zijn de modellen slapend afgebeeld.

## Schilderstijl
Het werk van Freud behoort tot de hedendaagse kunst en het neorealisme. De bekende criticus Herbert Read noemde hem ooit "de Ingres van het existentialisme".
Naast portretten en naakten schilderde Freud ook bomen en planten. Vaak figureert een hond of een plant op de schilderijen van mensen.
Freud wordt ook wel gezien als een exponent van het existentialisme, de geschilderde modellen lijken niet echt aanwezig, hebben een blik die vooral naar binnen gericht is. De kijkrichting is meestal naar een punt buiten het schilderij. De naakten zijn vaak in een zeer exposerende positie afgebeeld, de geslachtsdelen vragen prominent de aandacht. Het werk wordt daarom soms confronterend gevonden.
Het werk van Freud is duidelijk autobiografisch, zoals dat van Pierre Bonnard of Balthus, maar met soberder kleurgebruik. Freud wordt door voorstanders als een van de grootste kunstenaars van deze tijd beoordeeld, maar er zijn ook kunsthistorici die zijn schilderwerk niet van deze tijd vinden, evenals felle tegenstanders. Het werk brengt hoge prijzen op: een portret van Kate Moss uit 2002 bijvoorbeeld 3,9 miljoen pond in 2005.
Het schilderij Benefits Supervisor Sleeping heeft in New York een recordbedrag van 30 miljoen dollar (19,4 miljoen euro) opgebracht, het hoogste bedrag dat ooit voor een werk van een nog levende kunstenaar op een veiling is betaald.

## Tentoonstellingen
- 1944 - Eerste tentoonstelling in de Lefevre Gallery, Londen
- 1954 - Tentoonstelling met Ben Nicholson en Francis Bacon in het Britse paviljoen op de Biënnale van Venetië
- 1958 tot 1968 - Tentoonstellingen in de Marlborough Gallery in Londen
- 2008 - Tentoonstelling in het Gemeentemuseum Den Haag[4]
- 2010 - Lucian Freud. L'atelier in het Parijse Centre Pompidou.
- 2012 - National Portrait Gallery London

## Musea
- Museum of Modern Art[5] en het Metropolitan Museum of Art[6] in New York
- National Gallery of Scotland in Edinburgh
- National Gallery of Australia in Canberra
- Kunstmuseum Den Haag

## Schilderijen
- Benefits Supervisor Sleeping, 1995 (op 13 mei 2008 bracht dit doek $ 33.641.000 op bij Christie's New York – het hoogste bedrag ooit betaald op een veiling voor een werk van een nog levende kunstenaar)
- After Cézanne
- Painter's Mother in Bed, 1983
- Man Posing, 1985
- Large Head, 1993 ets
- Large Head, 1993
- Portrait of Queen Elizabeth II, 2001